# سد هيثم
سد هيثم هو سد في منطقة عسير بالمملكة العربية السعودية تم افتتاحه عام 1984. الغرض الرئيسي من السد هو السيطرة على الفيضانات.